# Kecskemét-Széchenyi tér autóbusz-állomás

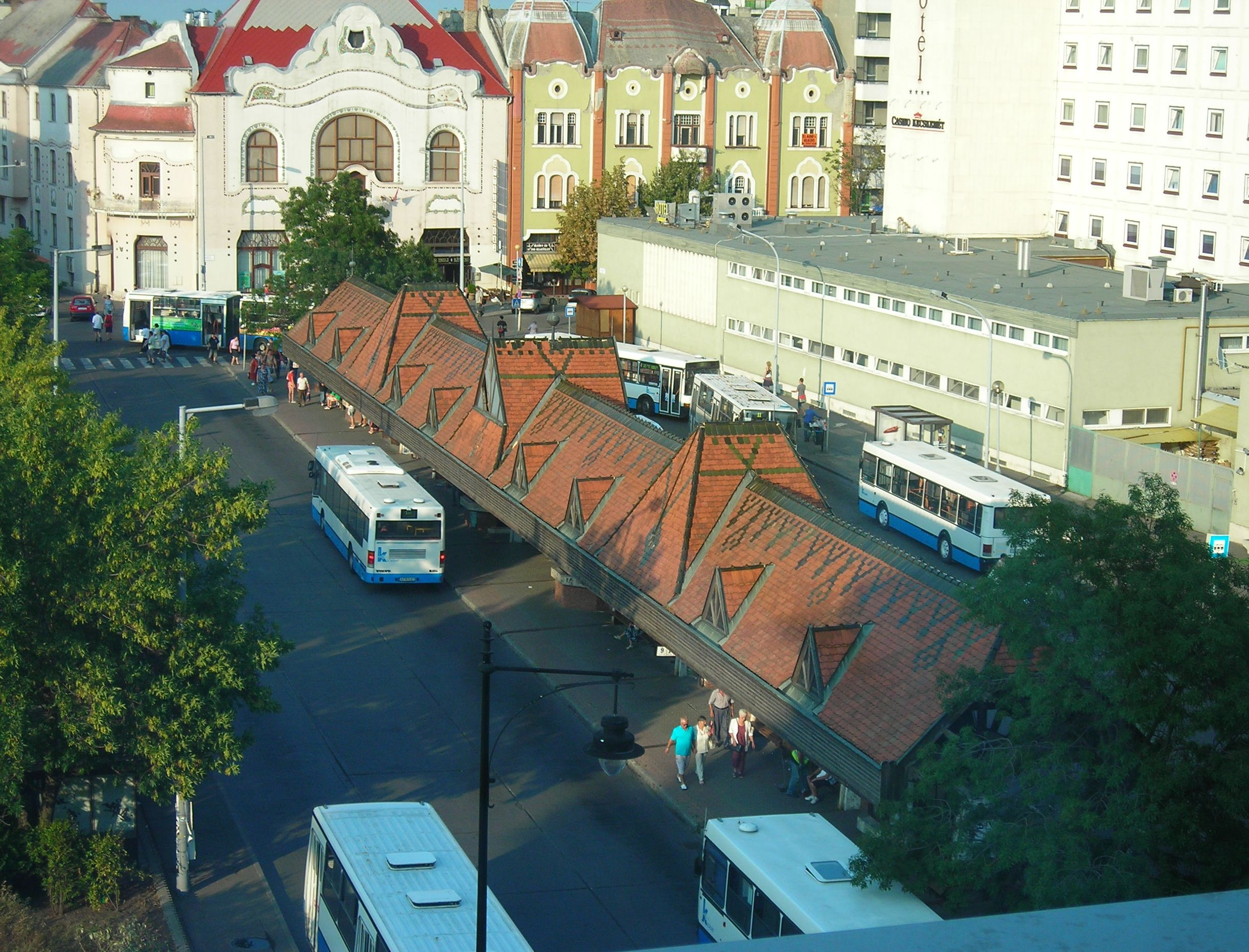
A buszállomás a Malom Centerből fotózva

A Kecskemét-Széchenyi tér autóbusz-állomás a Széchenyi téren a Kiskörút mellett, a főtér közvetlen szomszédságában található Kecskeméten. Közelében található a Malom Központ.

## Képek

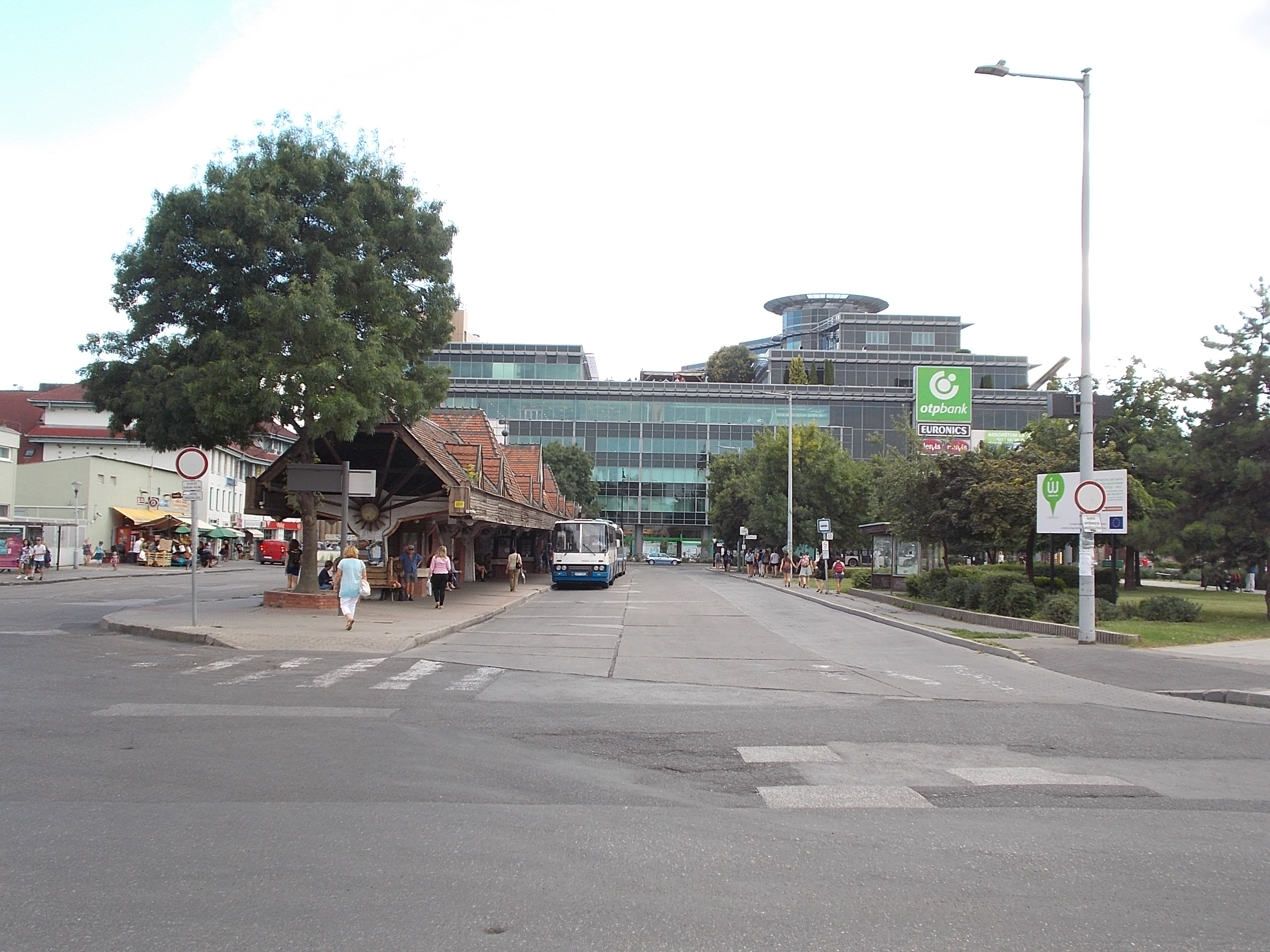
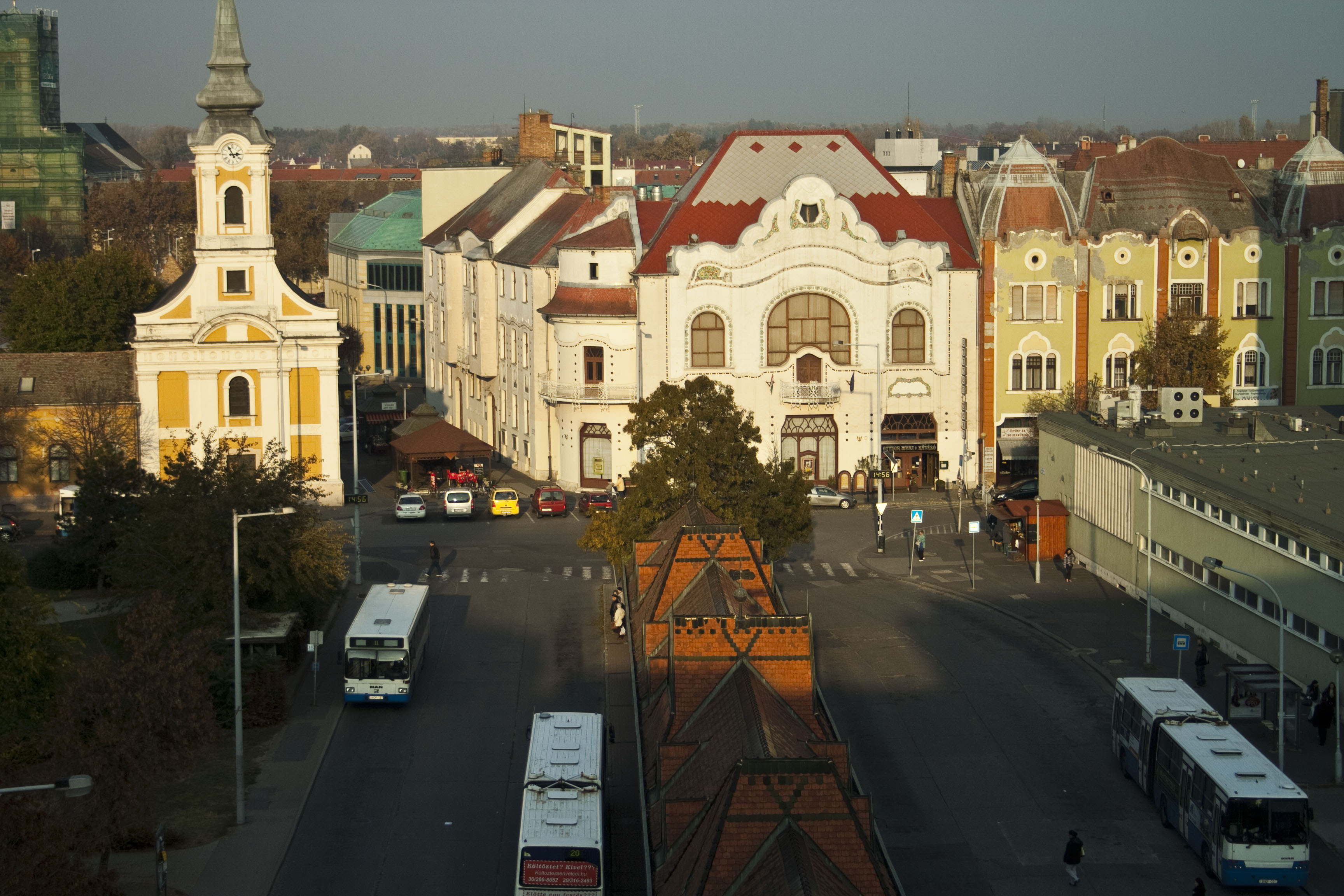
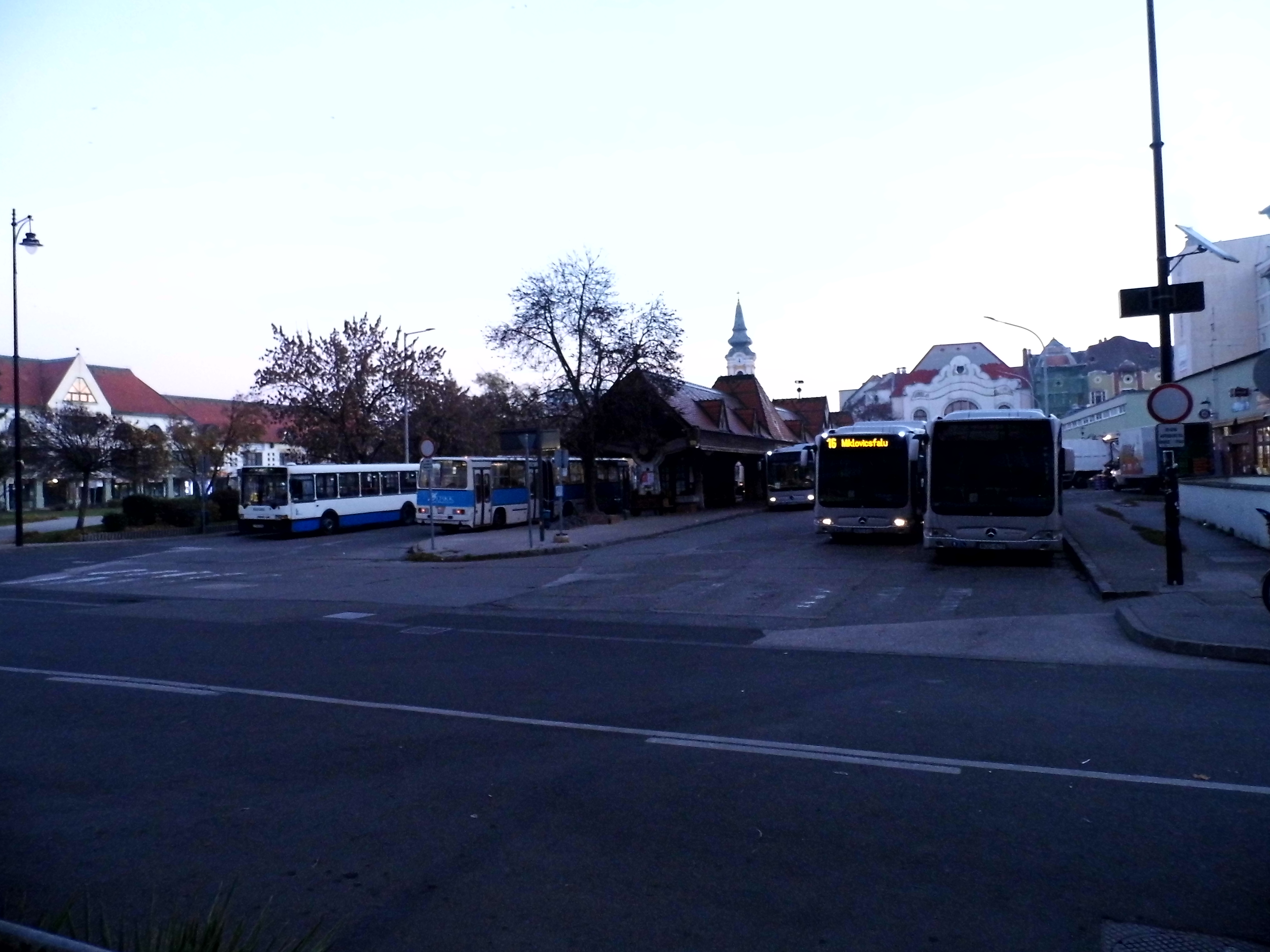
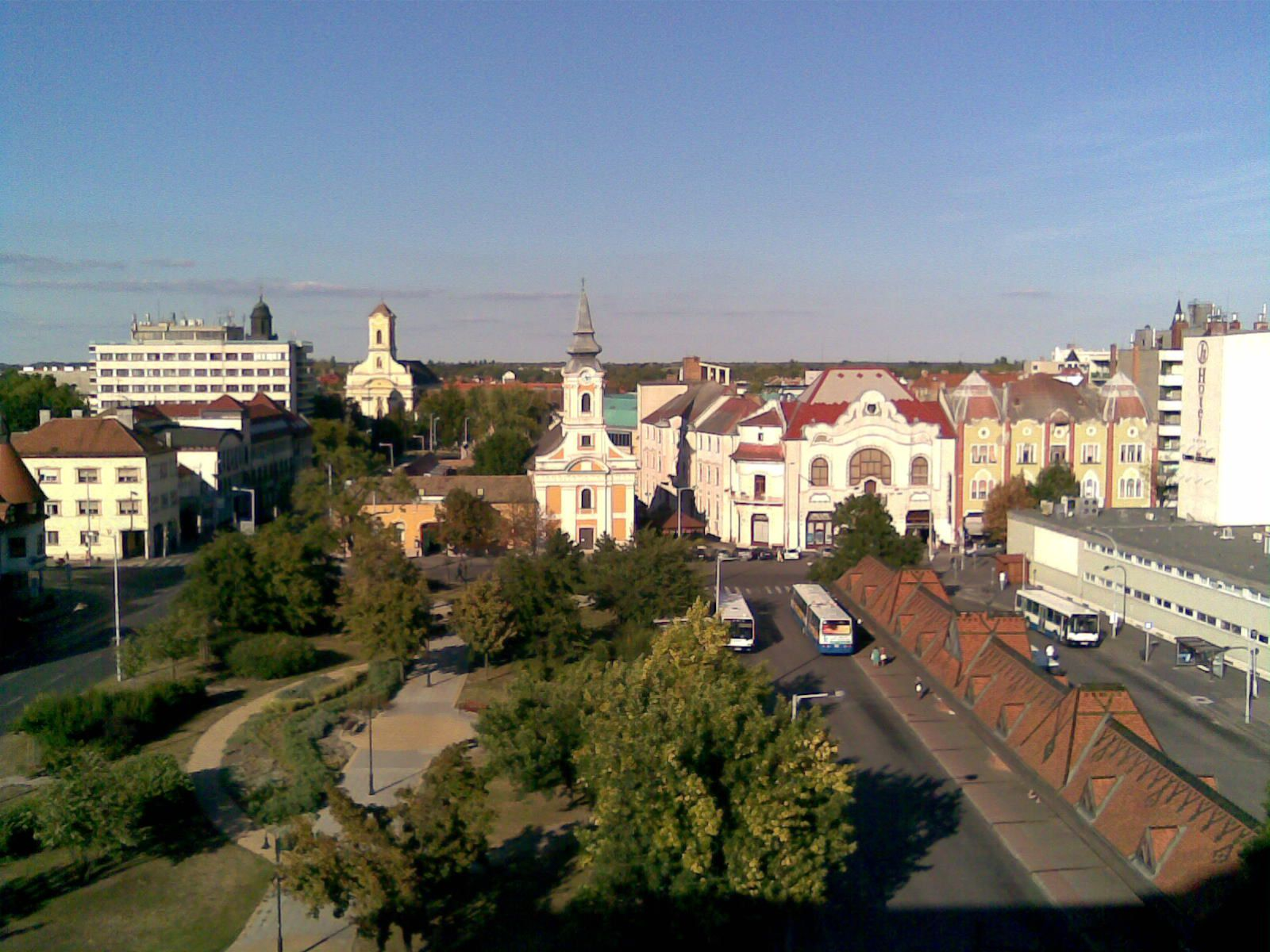
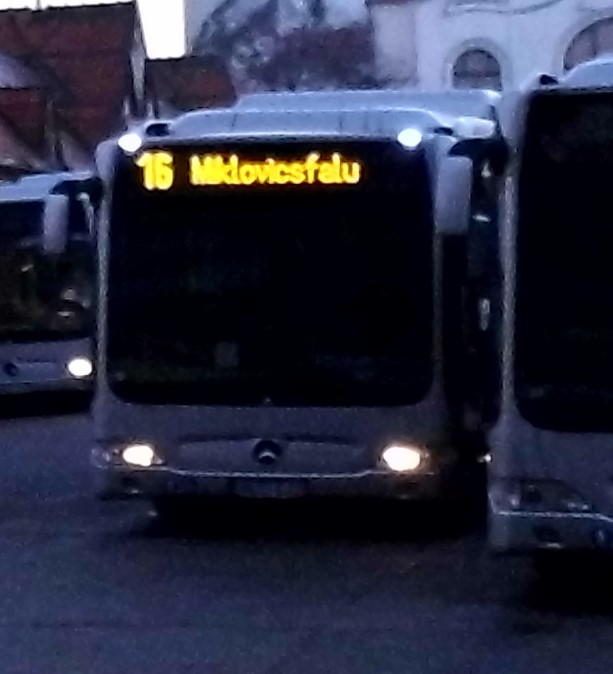
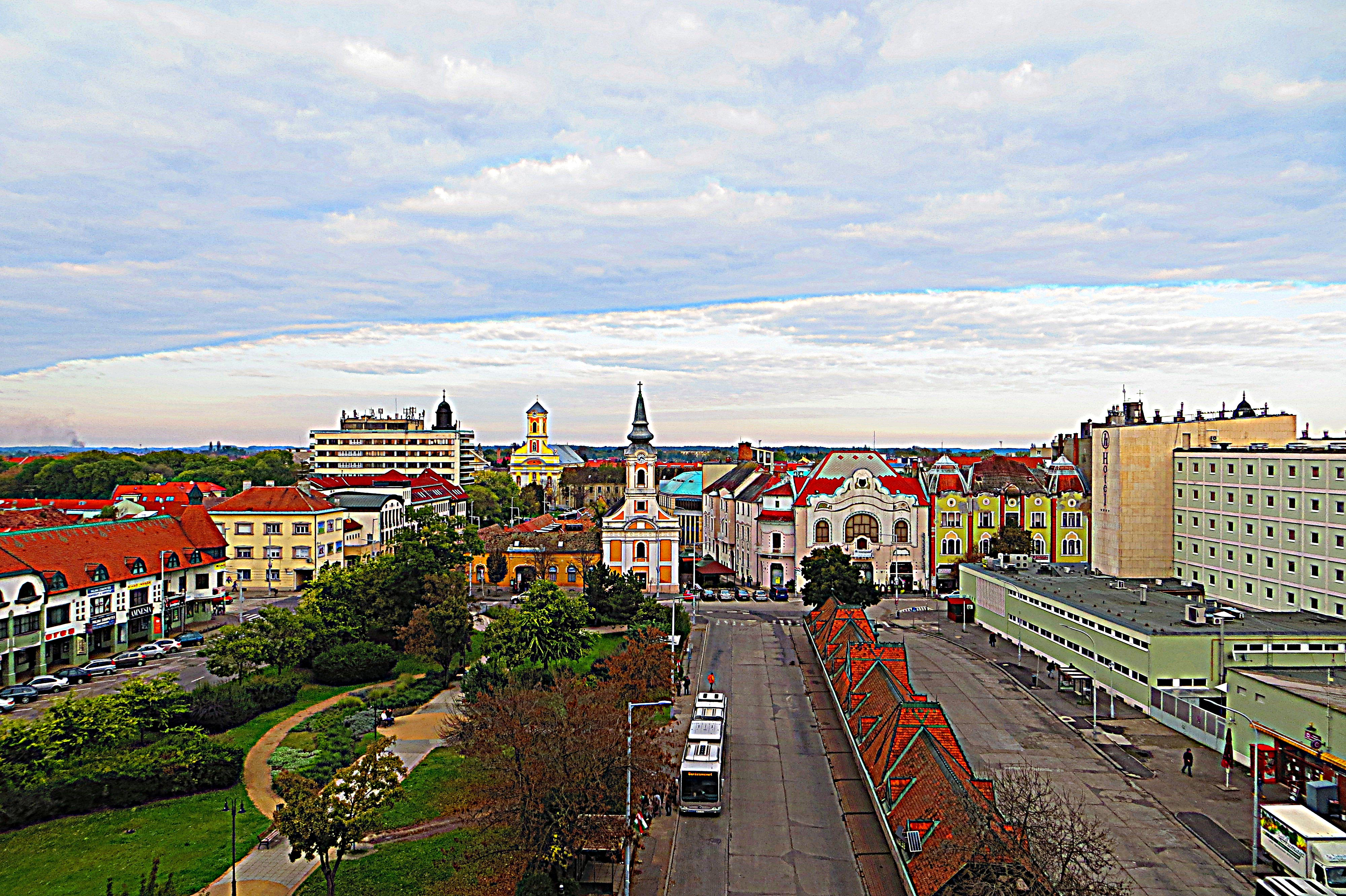
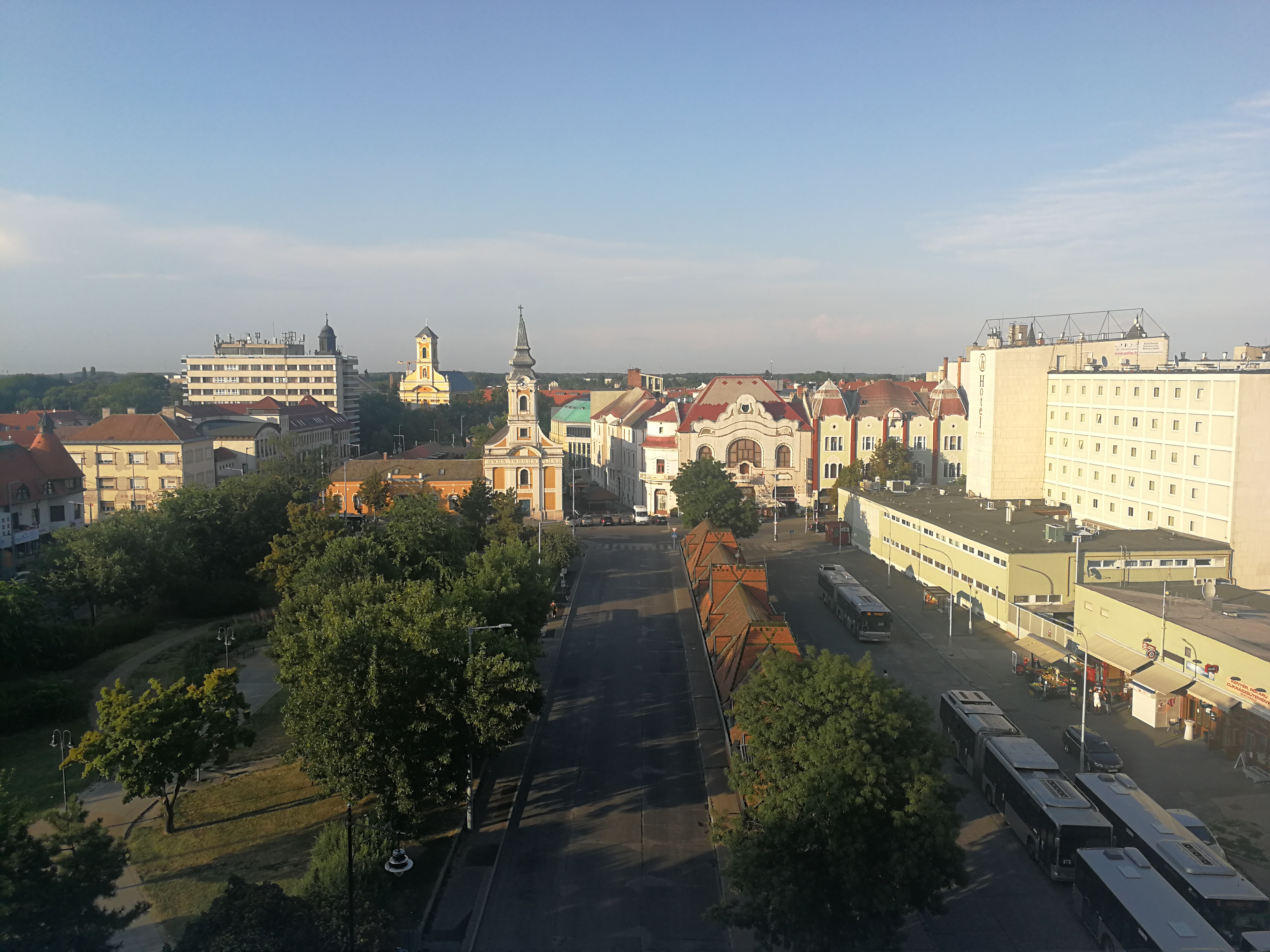

## Helyi járatok
Autóbuszjáratok:
2, 2A, 2D, 3, 3A, 4, 4A, 4C, 5, 6, 7, 7C, 9, 10, 11, 11A, 12, 13, 13D, 13K, 14, 16, 18, 20, 20H, 23, 23A, 28, 29, 34A, 169, 916